# Meires
Meires ist ein Ort im nördlichen Waldviertel Niederösterreichs. Politisch gesehen ist Meires eine Katastralgemeinde der Marktgemeinde Windigsteig. Administrativ gehört Meires in den Verwaltungsbezirk Waidhofen an der Thaya. Die Ortschaft hat 67 Einwohner (Stand 1. Jänner 2024). Bis Ende 1970 war Meires eine eigenständige Gemeinde.

## Geschichte
Laut Adressbuch von Österreich waren im Jahr 1938 in der Ortsgemeinde Meires ein Gastwirt, eine Mühle, eine Pension, ein Schmied, ein Schuster und ein Gutsbetrieb ansässig.
Mit 1. Jänner 1971 wurde im Zuge der Niederösterreichischen Kommunalstrukturverbesserung die bis dahin selbständige Gemeinde Meires nach Windigsteig eingemeindet.

## Kulturgüter
In Meires gibt es ein um 1600 erbautes Wasserschloss mit Teich und ausgedehnter Parkanlage. Das Schloss ist in gutem Zustand und dient als Räumlichkeit für Ausstellungen oder Konzerte.
Besitzer des Schlosses:
- Familie Streun zu Schwarzenau (Erbauer und Besitzer bis 1639)
- Familie Polheimer (1639 bis 1768)
- Familie Veterani von Mallenthein (1768 bis 1818)
- Familie von Dobl (1818 bis 1834)
- Familie Ritter von Czerny (1834 bis 1860)
- Familie von Spillann (1860 bis 1940)
- Konrad Noé Edler von Nordberg (1940 bis 1954)
- Konrad Noé-Nordberg (1954 bis 1974)
- Arnfried Spiegel (1974 bis 2011)
- Michael Haneke (seit 2011)

Teil des Schlosses und der dazugehörigen Güter ist ein alter Schüttkasten, der über hunderte von Jahren für die Lagerung von Getreide verwendet wurde. Heute wird das Gebäude für die Einwinterung von Kartoffeln und Getreide genutzt.
Im Ortskern gibt es eine kleine Dorfkapelle, die jedoch nur an speziellen Feiertagen geöffnet wird.
Die Neumühle liegt an der Deutschen Thaya, etwa einen halben Kilometer außerhalb des Dorfes (). Die Mühle ist seit der Einführung der Elektrizität nicht mehr in Betrieb, die Wehre sind längst abgerissen und der Mühlgraben zugeschüttet. Das Gebäude selbst ist bewohnt und nicht vom Verfall bedroht.

## Architektur
Meires liegt am Fluss Thaya und wurde immer wieder vom Hochwasser heimgesucht. Aus dem Grund wurden in den 1970er Jahren Inkubationsbrücken errichtet, die dem Ort seitdem guten Schutz bieten.

## Landschaft
Die Gegend um Meires besteht aus einer kleinstrukturierten Feld- und Waldlandschaft, die zahlreichen Wildtieren eine gute Heimat bietet. Geprägt ist das Landschaftsbild auch vom Fluss Thaya, der neben der Ortschaft vorbeizieht. Die Brücke in Meires, die über den Fluss führt, ist dem Heiligen Nepomuk geweiht.

## Gewerbebetriebe
Der Ort Meires beherbergt eine große landwirtschaftliche Genossenschaft, die sich auf die Zucht von neuen Kartoffelsorten spezialisiert hat und diese europaweit exportiert. Generell ist der Ort von bäuerlicher Prägung.